# 1965 w informatyce
Kalendarium informatyczne 1965 roku
- 19 kwietnia – Gordon E. Moore opublikował artykuł pod tytułem Cramming more components onto integrated circuits, w którym przedstawia po raz pierwszy prawo Moore’a[1].
- Rozpoczęto prace na Multicsem przez zespół naukowców z Bell Labs, MIT i General Electric. Wśród tych pierwszych znalazł się Ken Thompson[2].
- J. E. Bresenham opublikował opis algorytmu rasteryzacji odcinków[3].